# Большаков Сергій Петрович
Сергі́й Петро́вич Большако́в (3 грудня 1918, с. Долматово, Кічменсько-Городецький район, Вологодська область — 4 червня 1960, Миколаїв, СРСР) — радянський офіцер-артилерист, Герой Радянського Союзу (1945), учасник німецько-радянської війни.

## Біографія
Сергій Большаков народився 3 грудня 1918 року в селі Долматово (нині — Кічменсько-Городецький район Вологодської області) в сім'ї селянина. Працював бухгалтером, в 1934 році закінчив кооперативний технікум у Великому Устюзі. У 1939 році був призваний на службу в Робітничо-селянську Червону Армію. З червня 1941 року — на фронтах німецько-радянської війни. У 1943 році вступив у ВКП (б). До лютого 1945 року старший лейтенант Сергій Большаков командував батареєю 426-го винищувально-протитанкового артилерійського полку 6-ї винищувально-протитанкової артилерійської бригади 38-ї армії 4-го Українського фронту. Відзначився під час звільнення Польщі.
На початку лютого 1945 року батарея Большакова форсувала Віслу і зайняла позиції на західній околиці польського міста Струмень. 11-14 лютого батарея успішно відбивала контратаки німецьких військ, знищивши 5 танків супротивника. Коли загін німецьких автоматників прорвався до позицій, Большаков підняв своїх бійців в атаку і відбив напад.
Указом Президії Верховної Ради СРСР від 23 травня 1945 року за «мужність і героїзм, проявлені при форсуванні Вісли і утриманні плацдарму на її західному березі» старший лейтенант Сергій Большаков був удостоєний високого звання Героя Радянського Союзу з врученням ордена Леніна і медалі «Золота Зірка» за номером 7680.
Після закінчення війни у званні капітана Большаков був звільнений у запас. Проживав у Володимирі-Волинському, був завідувачем райторгвідділом. Пізніше переїхав в Миколаїв. Помер 4 червня 1960 року, похований у міському некрополі Миколаєва.
Був також нагороджений орденами Червоного Прапора, Олександра Невського, Вітчизняної війни 2-го ступеня, Червоної Зірки, а також рядом медалей. У Миколаєві та Кічменському Городку встановлені бюсти Большакова.